# MIM-14 (ミサイル)
ナイキ・ハーキュリーズ（英語: Nike-Hercules）は、アメリカ陸軍が運用していた地対空ミサイル。当初の制式名はSAM-A-25で後にMIM-14に改称、計画名も当初はナイキBだったものが後にナイキ・ハーキュリーズと改称された。
ナイキ・ハーキュリーズは先行するナイキ・アジャックスの改良型で、誘導方式は踏襲しつつ、推進方式を固体燃料ロケットに統一することで取り扱いが容易となり、また射程、到達高度、速度も向上している。アメリカ軍およびNATO軍により運用された他、ライセンス生産型が日本（航空自衛隊）にも導入された。核ミサイルとしての運用も可能だが、日本で生産されたミサイルは核弾頭を搭載できないように設計を変更したナイキJ（Nike-Hercules-J）弾となった。
ナイキはギリシャ神話の勝利の女神「ニケ(Nike)」の英語読みで、ハーキュリーズはギリシャ神話に登場する英雄「ヘラクレス」の英語読み。

## 来歴
第二次世界大戦末期の1944年、アメリカ陸軍は高射砲に代わる地対空ミサイルについての構想をまとめ、1945年、ウェスタン・エレクトリック、ベル研究所およびダグラス・エアクラフトなどが協力して開発に着手した。これによって開発されたのがナイキ・アジャックスで、1951年11月27日に標的機の初撃墜を記録、1953年12月より部隊配備を開始した。
しかしナイキ・アジャックスの開発が開始された当初には亜音速・高高度の爆撃機を主たる脅威として想定していたのに対し、まもなく、超音速でしかも核兵器も運搬可能な空中目標に対処する必要が生じた。このことから、早くも1952年からナイキ・アジャックスの改良型の開発が着手された。これによって開発されたのが本ミサイルであり、1953年6月には正式に計画が発足し、制式番号はSAM-A-25、通称はナイキBとされ、ナイキ・アジャックスと同じくウェスタン・エレクトリック社が主契約者となり、ダグラス・エアクラフト社がミサイル機体を担当した。
1955年より飛行試験が開始され、1956年にはターゲット・ドローンの撃墜に成功した。1956年12月15日よりナイキ・ハーキュリーズと改称され、1958年より納入が開始された。

## 設計

### ミサイル本体
ナイキ・ハーキュリーズ弾の弾体は機首部で鋭くテーパーしており、最大直径800 mmに達したのち、弾体後端部では直径538 mmと細くなる。ミサイルは4枚のデルタ型主翼を持ち、エレボンでローリングとステアリングを制御する。主翼の前方には4つの小さなリニアライズフィンが取り付けられている。
このように外見はやや異なるものの、多くの点でナイキ・アジャックス弾の部品を流用しており、例えばブースタは、アジャックス弾の固体燃料ロケットを4本束ねた設計となっている。当初は、サステナにもアジャックス弾の液体燃料ロケットを4本束ねて使用していたが、飛行試験でトラブルが多発したことから、こちらは新しく設計した固体燃料ロケットが用いられることになり、1957年にはこれを用いたミサイルが初飛行した。これによって推進剤は固体燃料に統一され、取り扱いが容易になった。また射程・到達高度および速度も改善している。
ミサイルの誘導方式もアジャックス弾と同じく指令誘導である。一方、もともとアジャックス弾が核弾頭を搭載できなかったことがハーキュリーズ弾の開発理由の一つとなったこともあって、弾頭としては、M17（別名T45）破片効果弾頭のほかにW31核弾頭（ブースト型核分裂兵器; 出力2または40 kTから選択可能）も搭載可能となっていた。核弾頭と着発信管を組み合わせることで、地対地ミサイルとしても使用可能となっている。ただし日本向けのミサイルは、通常弾頭のみとする改修を行ったナイキJ（Nike-Hercules-J）弾となった。

### システム構成
ナイキ・ハーキュリーズは、既存のナイキ・アジャックスの設備を利用するように設計された。ナイキ・アジャックスを運用していたシステムでも、「ナイキ・ユニバーサル」としてハーキュリーズにも対応可能なシステムであれば、基本的にはハーキュリーズ弾を搬入して組み立てるだけで切り替えが可能となる。従って、システムが捕捉レーダーと目標およびミサイル追尾レーダー（TTRおよびMTR）、計算機、発射機およびミサイルの6つの機能から構成されるという点も同様である。
ただしハーキュリーズ弾はアジャックス弾よりも性能に優れていることから、その性能を十分に発揮するため、後にはレーダーの更新が図られることになった。これに伴い、従来よりも高出力の捕捉レーダー（High power acquisition radar, HIPAR）がシステムに追加された。車載式のHIPARも開発されて、固定式のミサイル基地と同様の長距離捜索能力を発揮できるようになった。また代替用レーダー（Alternate Battery Radars, ABARs）や、電子防護能力向上のための目標測距レーダー（Target Ranging Radar）も追加された。

## 運用史

### アメリカ陸軍

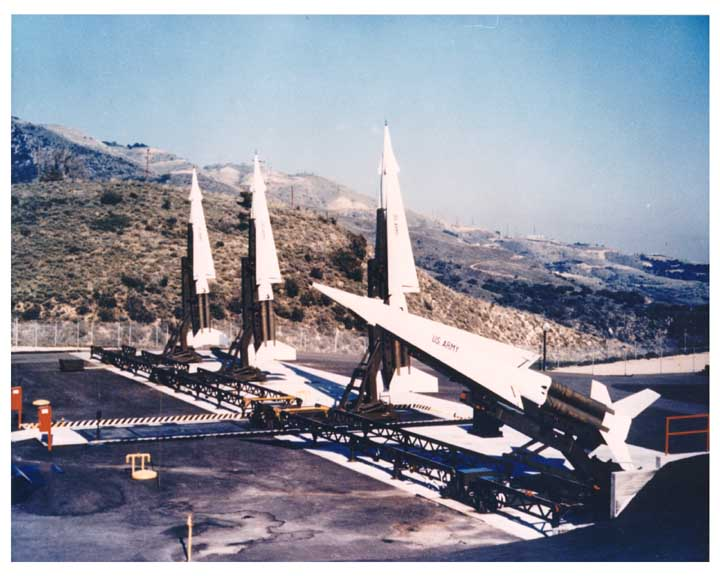
ナイキ・ハーキュリーズの発射サイト

145個のミサイル中隊が冷戦期に配備されたが、アメリカ本土防衛にとって最大の脅威が爆撃機でなく弾道ミサイルであることが明らかになったとき、大部分のナイキ・ハーキュリーズ部隊は解散した。すべてのアメリカ合衆国本土（CONUS）のナイキ・ハーキュリーズ中隊は、フロリダ州とアラスカ州のものを除いて、1974年4月までに解散した。残りの部隊は、1979年の春のうちに解散した。フロリダのサイトであるエバーグレーズ国立公園のアルファ中隊、キーラーゴ（Key Largo）のブラボー中隊、キャロル市のチャーリー中隊とマイアミ郊外のクローメ通りにあったデルタ中隊の解体は、1979年6月に始まり、その年の初秋までに完了した。
アメリカ陸軍は、パトリオット部隊が配備される1983年までヨーロッパの最前線の防空兵器としてナイキ・ハーキュリーズを運用し続けた。西ドイツ、オランダ、ベルギー、ギリシャおよびトルコからのNATO部隊は、1980年代後期まで高々度防空のためにナイキ・ハーキュリーズを運用し続けたが、東ヨーロッパの共産主義国の崩壊により部隊は解散した。
ナイキ・サイトはごく少数が保存されたが、アメリカ国内および国外に多くのナイキ・サイト跡がまだ存在する。サンフランシスコのゴールデンゲート海峡の北にある1つは、作戦用地下ミサイル・シェルターを完備する国立公園サイトとして維持されている。

#### 沖縄での運用
アメリカ合衆国による沖縄統治下で、アメリカ陸軍は同地にもナイキ・ハーキュリーズを配備した。1959年6月19日には、米軍那覇サイト（現在の那覇空港）に配備されていたハーキュリーズ弾が誤射事故を起こし、沖合に着水。死者1名、負傷者6名。当時はミサイル誤射のみが発表されたが、2017年、NHKスペシャル『沖縄と核』で、誤射ミサイルが核弾頭搭載の核ミサイルであったこと、復帰前の沖縄に1300発の核兵器が配備・貯蔵されていたことなどが明らかにされた。
その後、1972年の沖縄返還を受けて、同地のナイキ・サイトは航空自衛隊に移管されて、防空任務も引き継がれることになり、1973年4月3日には那覇サイトが、また5月14日には知念および恩納サイトが移管された。この際、運用するミサイルとしては本土から海上自衛隊の輸送艦を用いてナイキJ弾を搬入し、アメリカ軍から引き渡されたナイキ・ハーキュリーズ弾は本土に送り返して非核化改修が行われた。

### 航空自衛隊

#### アジャックスからの換装

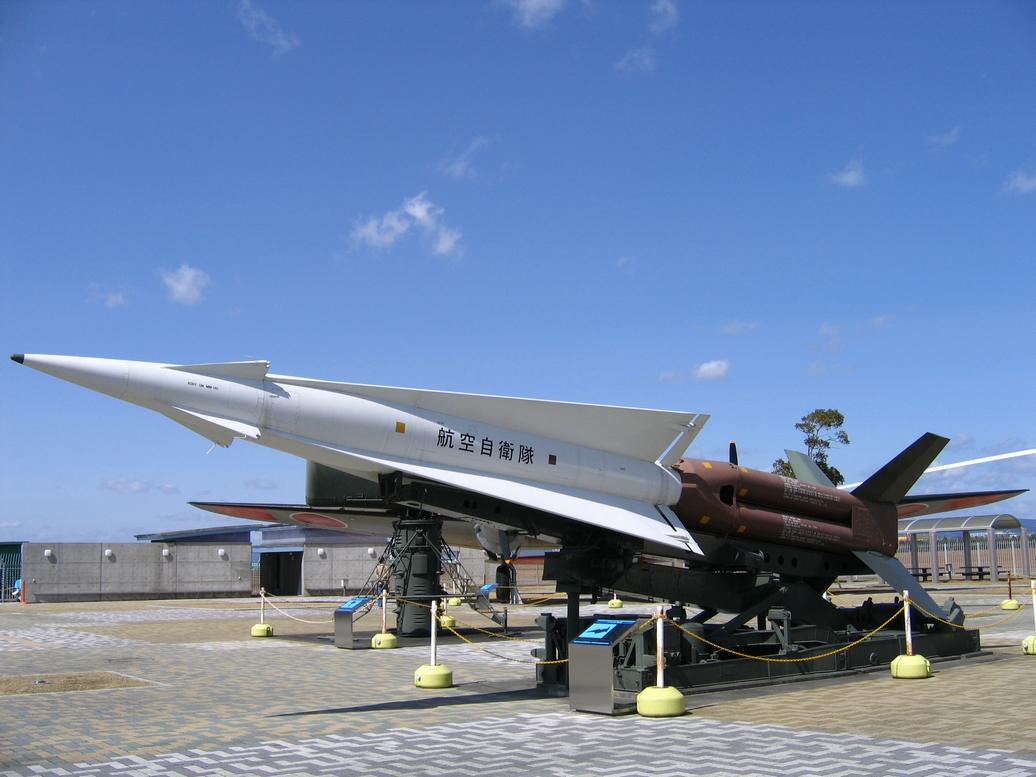
航空自衛隊 浜松基地 展示品

日本の航空自衛隊は、1964年（昭和39年）に第1高射群、1966年（昭和41年）には第2高射群を編成して、ナイキ・アジャックスの配備を進めていた。しかしこの時点で、既にアメリカ陸軍はナイキ・アジャックスからハーキュリーズへの更新を進め、アジャックスの製造は終了していたため、空自も近い将来にハーキュリーズに移行することは避けられない情勢であった。このため、第2高射群の陣地・施設整備にあたっては、アジャックスの装備を受け入れつつも、可能な限りハーキュリーズにも対応可能なように措置が講じられた。
第3次防衛力整備計画でナイキ・ハーキュリーズの採用が示されたが、上記の通り、実際に採用されたのはこれをもとに非核弾頭専用に改修したナイキJ弾となった。これは三菱重工業によるライセンス生産であり、生産は1967年（昭和42年）から着手された。また、ミサイルを含めてシステムの維持部品はアメリカ陸軍からの対外有償軍事援助（FMS）により調達していたが、後には、アメリカでの生産中止対策や真空管の固体化（トランジスタ化）の一環として、一部は国産化が図られた。
1971年（昭和46年）3月には第1高射群、1972年（昭和47年）6月には第2高射群のナイキ・アジャックスがナイキJに換装された。両部隊が装備するシステムは「ナイキ・ユニバーサル」としてハーキュリーズにも対応可能なものであり、基本的にはナイキJミサイルを搬入して組み立てるだけで換装が完了したが、第1高射群においては、ハーキュリーズ用の安全基準等を満たすように施設の改修等を行った。

#### 新規高射群の建設
既存部隊における換装に続いて、最初からナイキJを装備した初の部隊として第3高射群が編成されることになったが、その駐屯基地のうち長沼分屯基地の建設を巡って長沼ナイキ基地訴訟が起きたことで、群の新編は予定より3か月遅れの1970年（昭和45年）6月30日、また同基地の施設工事完了は3年遅れの1972年（昭和47年）度末となった。なお、第1・2高射群の編成の際には、基幹となるナイキ特技員をアメリカに派遣して訓練を行うパッケージ訓練（PTG）方式がとられていたが、これらのPTG修了者が第2術科学校の教官等に配置され、1969年（昭和45年）1月末には長官直轄で教導高射隊が新編されるなど、国内での教育能力が向上したことから、第3高射群以降の部隊建設にあたっては、編成要員の大部分が国内教育によって養成された。
1972年（昭和47年）3月末には同様に臨時第4高射群が新編されて、3次防で盛り込まれた2個高射群の編成が達成された。1973年（昭和48年）10月には同群が正式な編成に移行すると同時に、上記のようにアメリカ陸軍が沖縄に有していたナイキ・サイトの移管を受けて、第5高射群も新編された。また第4次防衛力整備計画では第6高射群の新編も盛り込まれていたが、これは種々の制約によって遅延し、新編は1979年（昭和54年）3月末となった。

#### パトリオットへの換装
これら6個高射群のナイキシステムは、数次に渡る改修で能力向上を図りつつ日本本土防空を担い続けたが、新たな航空脅威への対処にあたり、同時多目標・低高度対処、電子防護あるいは陣地転換等の能力不足が指摘されるようになっていった。またアメリカ合衆国でのナイキシステムの生産中止に伴って、1973年（昭和48年）、アメリカ軍は日本を含めてナイキを保有する各国に対して「1985年（昭和60年）12月をもってナイキ維持部品の対外有償軍事援助（FMS）調達支援を打ち切る」と通告した。
これを契機として航空自衛隊はナイキシステムの後継について検討を開始し、1975・1976年（昭和50・51年）度に技術研究本部が国内開発案について委託研究を実施する一方、1977年（昭和52年）9月には航空自衛官3名による調査団が欧米に派遣されて海外の候補機種について調査を行った。1978年（昭和53年）2月には、三菱重工業より、ナイキ改良案に一部外国の技術を採用したナイキフェニックス構想案が提案された。また同時期には陸上自衛隊もホークの後継を検討していたことから、陸幕・空幕・統幕・内局合同の「SAM-X統合研究会議」が組織され、1978年（昭和53年）12月に初会合を実施したのち、1983年（昭和58年）まで統合研究を実施した。1979年（昭和54年）9月に陸・空自合同の調査団が海外調査を実施した結果、アメリカ陸軍が既に装備化していたパトリオットと、開発案のナイキフェニックス以外は、日本の運用要求に満たないものであることが判明した。
検討を経て、1983年（昭和58年）6月、空自はパトリオットを最適機種と選定した。NATO諸国の動向等の確認のため、当時作成されていた1984年（昭和59年）度予算の概算要求には計上されなかったものの、1984年（昭和59年）8月の庁議で決定された1985年（昭和60年）度予算の概算要求に教導高射隊用のパトリオットシステムが盛り込まれ、1984年（昭和59年）12月28・29日の国防会議で承認された。1988年（昭和63年）度に教導高射隊が改編されたのち、1989年（平成元年）度に第3高射群が改編されたのを皮切りに、高射群のナイキシステムもおおむね1年1個群のペースで順次に換装されていき、1993年（平成5年）度の第5高射群での運用終了をもって、航空自衛隊での運用を終了した。

### 運用国一覧
- アメリカ合衆国[1]
- ベルギー[1]
- デンマーク[1]
- フランス[15]
- 西ドイツ[1]
- ギリシャ[1]
- イタリア[1]
- 日本[1]
- 韓国 - 地対地ミサイル版（玄武）を派生させた[1]。
- オランダ[1]
- ノルウェー[1]
- スペイン[1]
- 中華民国（台湾）[1]
- トルコ[1]